# Lista de presidentes do Chile
O Presidente da República do Chile (em espanhol: Presidente de la República de Chile) é o chefe de estado e de governo do país e sua autoridade política máxima. Corresponde, como mandato genérico, ao governo e à administração do Estado. Embora seu papel e significado tenham sofrido mudanças ao longo da história, assim como sua posição e relações com os demais atores da organização política nacional, ele foi e é uma das figuras políticas mais proeminentes. Da mesma forma, é considerada uma das instituições que compõem a "constituição histórica do Chile" e uma das chaves para a estabilidade política do país.
Exceto por períodos de interrupção institucional, serviu regularmente como chefe de estado e governo no Chile; Isso foi modificado na prática, embora não constitucionalmente, durante o período de 1891-1924 em que existia um regime pseudoparlamentar — também caracterizado como governo partidário sob formas parlamentares — no âmbito da vigência da Constituição Política da República do Chile de 1833, onde seu papel foi reduzido ao de chefe de estado. O regime presidencialista, com algumas peculiaridades, foi restaurado pela Constituição de 1925 e reforçado na Constituição de 1980.
De acordo com a atual constituição, o presidente tem o dever geral de cumprir fielmente seu cargo, manter a independência da nação e guardar e fazer cumprir a Constituição e as leis, conforme indicado no juramento ou promessa que ele fizer ao assumir suas funções.
Desde 11 de março de 2022, o Presidente da República do Chile é Gabriel Boric.

## Linha do tempo dos presidentes

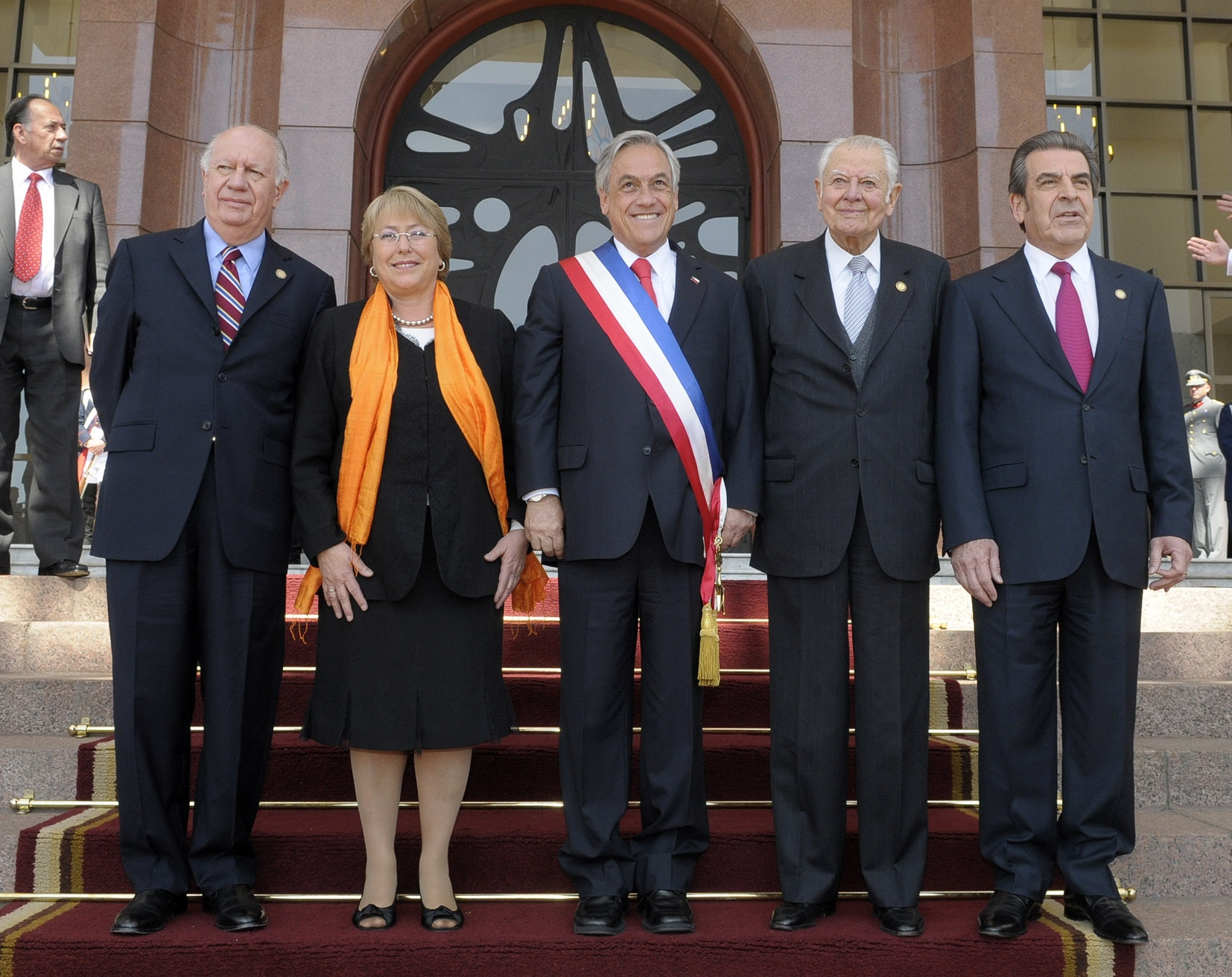
Os presidentes chilenos Ricardo Lagos, Michelle Bachelet, Sebastián Piñera, Patricio Aylwin, Eduardo Frei Ruiz-Tagle

## Presidentes do Chile (1826—presente)
| №                                                | Presidente                                       | Imagem                                           | Período de Mandato (Duração de mandato)                               | Partido                                          | Eleição                                          | Notas                    |
| Organização da República                         | Organização da República                         | Organização da República                         | Organização da República                                              | Organização da República                         | Organização da República                         | Organização da República |
| ------------------------------------------------ | ------------------------------------------------ | ------------------------------------------------ | --------------------------------------------------------------------- | ------------------------------------------------ | ------------------------------------------------ | ------------------------ |
| —                                                | Manuel Blanco Encalada                           |                                                  | 9 de julho de 1826 até 9 de setembro de 1826 (62 dias)                | Nenhum (Independente)                            | 1826                                             | [ nota 2 ]               |
| —                                                | Agustín Eyzaguirre                               |                                                  | 9 de setembro de 1826 até 25 de janeiro de 1827 (138 dias)            | Nenhum (Independente)                            | –                                                | [ nota 3 ]               |
| 1                                                | Ramón Freire                                     |                                                  | 25 de janeiro de 1827 até 8 de maio de 1827 (192 dias)                | Pipiolos                                         | 1827                                             | [ nota 4 ]               |
| —                                                | Francisco Antonio Pinto                          |                                                  | 8 de maio de 1827 até 16 de julho de 1829 (2 anos e 69 dias)          | Pipiolos                                         | –                                                | [ nota 5 ]               |
| —                                                | Francisco Ramón Vicuña Larraín                   |                                                  | 16 de julho de 1829 até 19 de outubro de 1829 (95 dias)               | Pipiolos                                         | –                                                | [ nota 6 ]               |
| 2                                                | Francisco Antonio Pinto                          |                                                  | 19 de outubro de 1829 até 2 de novembro de 1829 (14 dias)             | Pipiolos                                         | 1829                                             |                          |
| —                                                | Francisco Ramón Vicuña Larraín                   |                                                  | 2 de novembro de 1829 até 7 de novembro de 1829 (5 dias)              | Pipiolos                                         | –                                                | [ nota 7 ]               |
| —                                                | Ramón Freire                                     |                                                  | 7 de novembro de 1829 até 8 de novembro de 1829 (1 dia)               | Pipiolos                                         | –                                                | [ nota 8 ]               |
| —                                                | Francisco Ramón Vicuña Larraín                   |                                                  | 8 de novembro de 1829 até 7 de dezembro de 1829 (29 dias)             | Pipiolos                                         | –                                                | [ nota 9 ]               |
| Vacante (7 de dezembro - 24 de dezembro de 1829) | Vacante (7 de dezembro - 24 de dezembro de 1829) | Vacante (7 de dezembro - 24 de dezembro de 1829) | Vacante (7 de dezembro - 24 de dezembro de 1829)                      | Vacante (7 de dezembro - 24 de dezembro de 1829) | Vacante (7 de dezembro - 24 de dezembro de 1829) | [ nota 10 ]              |
| —                                                | José Tomás Ovalle                                |                                                  | 24 de dezembro de 1829 até 18 de fevereiro de 1830 (56 dias)          | Pelucones                                        | –                                                | [ nota 11 ]              |
| —                                                | Francisco Ruiz Tagle                             |                                                  | 18 de fevereiro de 1830 até 1 de abril de 1830 (42 dias)              | Pelucones                                        | –                                                | [ nota 12 ]              |
| —                                                | José Tomás Ovalle                                |                                                  | 1 de abril de 1830 até 8 de março de 1831 (341 dias)                  | Pelucones                                        | –                                                | [ nota 13 ]              |
| —                                                | Fernando Errázuriz                               |                                                  | 8 de março de 1831 até 18 de setembro de 1831 (194 dias)              | Pelucones                                        | –                                                | [ nota 14 ]              |
| República Conservadora (1831-1861)               |                                                  |                                                  |                                                                       |                                                  |                                                  |                          |
| 3                                                | Joaquín Prieto                                   |                                                  | 18 de setembro de 1831 até 18 de setembro de 1841 (10 anos)           | Pelucones (1831-1836) Conservador (1836-1841)    | 1831 1836                                        |                          |
| 4                                                | Manuel Bulnes                                    |                                                  | 18 de setembro de 1841 até 18 de setembro de 1851 (10 anos)           | Conservador                                      | 1841 1846                                        |                          |
| 5                                                | Manuel Montt                                     |                                                  | 18 de setembro de 1851 até 18 de setembro de 1861 (10 anos)           | Conservador                                      | 1851 1856                                        | [ nota 15 ]              |
| República Liberal (1861-1891)                    |                                                  |                                                  |                                                                       |                                                  |                                                  |                          |
| 6                                                | José Joaquín Pérez                               |                                                  | 18 de setembro de 1861 até 18 de setembro de 1871 (10 anos)           | Nacional                                         | 1861 1866                                        |                          |
| 7                                                | Federico Errázuriz Zañartu                       |                                                  | 18 de setembro de 1871 até 18 de setembro de 1876 (5 anos)            | Liberal                                          | 1871                                             |                          |
| 8                                                | Aníbal Pinto                                     |                                                  | 18 de setembro de 1876 até 18 de setembro de 1881 (5 anos)            | Liberal                                          | 1876                                             |                          |
| 9                                                | Domingo Santa María                              |                                                  | 18 de setembro de 1881 até 18 de setembro de 1886 (5 anos)            | Liberal                                          | 1881                                             |                          |
| 10                                               | José Manuel Balmaceda                            |                                                  | 18 de setembro de 1886 até 29 de agosto de 1891 (4 anos e 345 dias)   | Liberal                                          | 1886                                             | [ nota 16 ]              |
| —                                                | Claudio Vicuña Guerrero                          |                                                  | Não assumiu                                                           | Liberal                                          | Julho de 1891                                    | [ nota 17 ]              |
| —                                                | Manuel Baquedano                                 |                                                  | 29 de agosto de 1891 até 31 de agosto de 1891 (2 dias)                | Nenhum (Militar)                                 | Revolução de 1891                                | [ nota 18 ]              |
| República Parlamentar (1891-1925)                |                                                  |                                                  |                                                                       |                                                  |                                                  |                          |
| 11                                               | Jorge Montt                                      |                                                  | 31 de agosto de 1891 até 18 de setembro de 1896 (5 anos e 18 dias)    | Nenhum (Militar)                                 | Outubro de 1891                                  | [ nota 19 ]              |
| 12                                               | Federico Errázuriz Echaurren                     |                                                  | 18 de setembro de 1896 até 12 de julho de 1901 (5 anos e 297 dias)    | Liberal                                          | 1896                                             | [ nota 20 ]              |
| —                                                | Aníbal Zañartu                                   |                                                  | 12 de julho de 1901 até 18 de setembro de 1901 (333 dias)             | Liberal                                          | —                                                | [ nota 21 ]              |
| 13                                               | Germán Riesco                                    |                                                  | 18 de setembro de 1901 até 18 de setembro de 1906 (5 anos)            | Liberal                                          | 1901                                             |                          |
| 14                                               | Pedro Montt                                      |                                                  | 18 de setembro de 1906 até 16 de agosto de 1910 (3 anos e 332 dias)   | Nacional                                         | 1906                                             | [ nota 22 ]              |
| —                                                | Elías Fernández Albano                           |                                                  | 16 de agosto de 1910 até 6 de setembro de 1910 (21 dias)              | Nacional                                         | —                                                | [ nota 23 ]              |
| —                                                | Emiliano Figueroa Larraín                        |                                                  | 6 de setembro de 1910 até 23 de dezembro de 1910 (108 dias)           | Liberal Democrático                              | —                                                | [ nota 24 ]              |
| 15                                               | Ramón Barros Luco                                |                                                  | 23 de dezembro de 1910 até 23 de dezembro de 1915 (5 anos)            | Liberal                                          | 1910                                             |                          |
| 16                                               | Juan Luis Sanfuentes                             |                                                  | 23 de dezembro de 1915 até 12 de setembro de 1920 (4 anos e 264 dias) | Liberal Democrático                              | 1915                                             |                          |
| 17                                               | Arturo Alessandri                                |                                                  | 23 de setembro de 1920 até 23 de janeiro de 1924 (3 anos e -291 dias) | Liberal                                          | 1920                                             | [ nota 25 ]              |
| —                                                | Luis Altamirano                                  |                                                  | 12 de setembro de 1924 até 23 de janeiro de 1925 (133 dias)           | Nenhum (Militar)                                 | Golpe de 1924                                    | [ nota 26 ]              |
| —                                                | Pedro Dartnell                                   |                                                  | 23 de janeiro de 1925 até 27 de janeiro de 1925 (4 dias)              | Nenhum (Militar)                                 | —                                                | [ nota 27 ]              |
| —                                                | Emilio Bello Codesido                            |                                                  | 27 de janeiro de 1925 até 12 de março de 1925 (-1 anos e -357 dias)   | Liberal                                          | —                                                | [ nota 28 ]              |
| República Presidencial (1925-1932)               |                                                  |                                                  |                                                                       |                                                  |                                                  |                          |
| 18                                               | Arturo Alessandri                                |                                                  | 12 de março de 1925 até 1 de outubro de 1925 (-1 anos e 38 dias)      | Liberal                                          | —                                                | [ nota 29 ]              |
| —                                                | Luis Barros Borgoño                              |                                                  | 1 de outubro de 1925 até 23 de dezembro de 1925 (83 dias)             | Liberal                                          | —                                                | [ nota 30 ]              |
| 19                                               | Emiliano Figueroa                                |                                                  | 23 de dezembro de 1925 até 10 de maio de 1927 (1 ano e 138 dias)      | Liberal Democrático                              | 1925                                             |                          |
| 20                                               | Carlos Ibáñez del Campo                          |                                                  | 10 de maio de 1927 até 26 de julho de 1931 (4 anos e 77 dias)         | Nenhum (Independente)                            | 1927                                             |                          |
| —                                                | Pedro Opaso                                      |                                                  | 26 de julho de 1931 até 27 de julho de 1931 (1 dia)                   | Liberal Democrático                              | —                                                | [ nota 31 ]              |
| —                                                | Juan Esteban Montero                             |                                                  | 27 de julho de 1931 até 20 de agosto de 1931 (24 dias)                | Radical                                          | —                                                | [ nota 32 ]              |
| —                                                | Manuel Trucco                                    |                                                  | 20 de agosto de 1931 até 15 de novembro de 1931 (87 dias)             | Radical                                          | —                                                | [ nota 33 ]              |
| 21                                               | Juan Esteban Montero                             |                                                  | 15 de novembro de 1931 até 4 de junho de 1932 (202 dias)              | Radical                                          | 1931                                             | [ nota 34 ]              |
| República Socialista (1932)                      |                                                  |                                                  |                                                                       |                                                  |                                                  |                          |
| —                                                | Arturo Puga                                      |                                                  | 4 de junho de 1932 até 16 de junho de 1932 (12 dias)                  | Nenhum (Independente)                            | —                                                | [ nota 35 ]              |
| —                                                | Carlos Dávila                                    |                                                  | 16 de junho de 1932 até 13 de setembro de 1932 (89 dias)              | PS                                               | —                                                | [ nota 36 ]              |
| República Presidencial (1932-1973)               |                                                  |                                                  |                                                                       |                                                  |                                                  |                          |
| —                                                | Bartolomé Blanche                                |                                                  | 13 de setembro de 1932 até 2 de outubro de 1932 (19 dias)             | Nenhum (Militar)                                 | —                                                | [ nota 37 ]              |
| —                                                | Abraham Oyanedel                                 |                                                  | 2 de outubro de 1932 até 23 de dezembro de 1932 (82 dias)             | Nenhum (Independente)                            | —                                                | [ nota 38 ]              |
| 22                                               | Arturo Alessandri                                |                                                  | 24 de dezembro de 1932 até 24 de dezembro de 1938 (6 anos)            | Liberal                                          | 1932                                             |                          |
| 23                                               | Pedro Aguirre Cerda                              |                                                  | 24 de dezembro de 1938 até 25 de novembro de 1941 (2 anos e 336 dias) | Radical                                          | 1938                                             | [ nota 39 ]              |
| —                                                | Jerónimo Méndez                                  |                                                  | 25 de novembro de 1941 até 2 de abril de 1942 (128 dias)              | Radical                                          | —                                                | [ nota 40 ]              |
| 24                                               | Juan Antonio Ríos                                |                                                  | 2 de abril de 1942 até 27 de junho de 1946 (4 anos e 86 dias)         | Radical                                          | 1942                                             |                          |
| —                                                | Alfredo Duhalde Vásquez                          |                                                  | 27 de junho de 1946 até 3 de agosto de 1946 (37 dias)                 | Radical                                          | —                                                | [ nota 41 ]              |
| —                                                | Vicente Merino                                   |                                                  | 3 de agosto de 1946 até 13 de agosto de 1946 (10 dias)                | Nenhum (Independente)                            | —                                                | [ nota 42 ]              |
| —                                                | Alfredo Duhalde Vásquez                          |                                                  | 13 de agosto de 1946 até 17 de outubro de 1946 (65 dias)              | Radical                                          | —                                                | [ nota 43 ]              |
| —                                                | Juan Antonio Iribarren                           |                                                  | 17 de outubro de 1946 até 3 de novembro de 1946 (17 dias)             | Radical                                          | —                                                | [ nota 44 ]              |
| 25                                               | Gabriel González Videla                          |                                                  | 3 de novembro de 1946 até 3 de novembro de 1952 (6 anos)              | Radical                                          | 1946                                             |                          |
| 26                                               | Carlos Ibáñez del Campo                          |                                                  | 3 de novembro de 1952 até 3 de novembro de 1958 (6 anos)              | Nenhum (Independente)                            | 1952                                             |                          |
| 27                                               | Jorge Alessandri                                 |                                                  | 3 de novembro de 1958 até 3 de novembro de 1964 (6 anos)              | Nenhum (Independente)                            | 1958                                             |                          |
| 28                                               | Eduardo Frei Montalva                            |                                                  | 3 de novembro de 1964 até 3 de novembro de 1970 (6 anos)              | PDC                                              | 1964                                             |                          |
| 29                                               | Salvador Allende                                 |                                                  | 3 de novembro de 1970 até 11 de setembro de 1973 (2 anos e 312 dias)  | PS                                               | 1970                                             | [ nota 45 ]              |
| Ditadura Militar (1973-1990)                     |                                                  |                                                  |                                                                       |                                                  |                                                  |                          |
| 30                                               | Augusto Pinochet                                 |                                                  | 11 de setembro de 1973 até 11 de março de 1990 (16 anos e 181 dias)   | Nenhum (Militar)                                 | Golpe de 1973                                    | [ nota 46 ]              |
| República Democrática (1990-presente)            |                                                  |                                                  |                                                                       |                                                  |                                                  |                          |
| 31                                               | Patricio Aylwin                                  |                                                  | 11 de março de 1990 até 11 de março de 1994 (4 anos)                  | PDC                                              | 1989                                             | [ nota 47 ]              |
| 32                                               | Eduardo Frei Ruiz-Tagle                          |                                                  | 11 de março de 1994 até 11 de março de 2000 (6 anos)                  | PDC                                              | 1993                                             | [ nota 48 ]              |
| 33                                               | Ricardo Lagos                                    |                                                  | 11 de março de 2000 até 11 de março de 2006 (6 anos)                  | PPD                                              | 1999-2000                                        | [ nota 49 ]              |
| 34                                               | Michelle Bachelet                                |                                                  | 11 de março de 2006 até 11 de março de 2010 (4 anos)                  | PS                                               | 2005-2006                                        | [ nota 50 ]              |
| 35                                               | Sebastián Piñera                                 |                                                  | 11 de março de 2010 até 11 de março de 2014 (4 anos)                  | Nenhum (Independente) Apoio do RN                | 2009-2010                                        | [ nota 51 ]              |
| 36                                               | Michele Bachelet                                 |                                                  | 11 de março de 2014 até 11 de março de 2018 (4 anos)                  | PS                                               | 2013                                             | [ nota 52 ]              |
| 37                                               | Sebastián Piñera                                 |                                                  | 11 de março de 2018 até 11 de março de 2022 (4 anos)                  | Nenhum (Independente) Apoio de Chile Vamos       | 2017                                             | [ nota 53 ]              |
| 38                                               | Gabriel Boric                                    |                                                  | 11 de março de 2022 até em exercício (3 anos e 116 dias)              | CS                                               | 2021                                             | [ nota 54 ]              |

## Vice-presidente
O vice-presidente do Chile ocupou um cargo político no Chile entre 1826 e 1833. Hoje esse cargo não existe de forma permanente, sendo substituído pelo Ministro do Interior e da Segurança Pública.
Atualmente, Vice-presidente da República é o título utilizado pelo Ministro de Estado que suplanta o presidente na sua ausência ou impedimento temporário.

## Ex-presidentes vivos
Até os dias atuais, três ex-presidentes estão vivos:

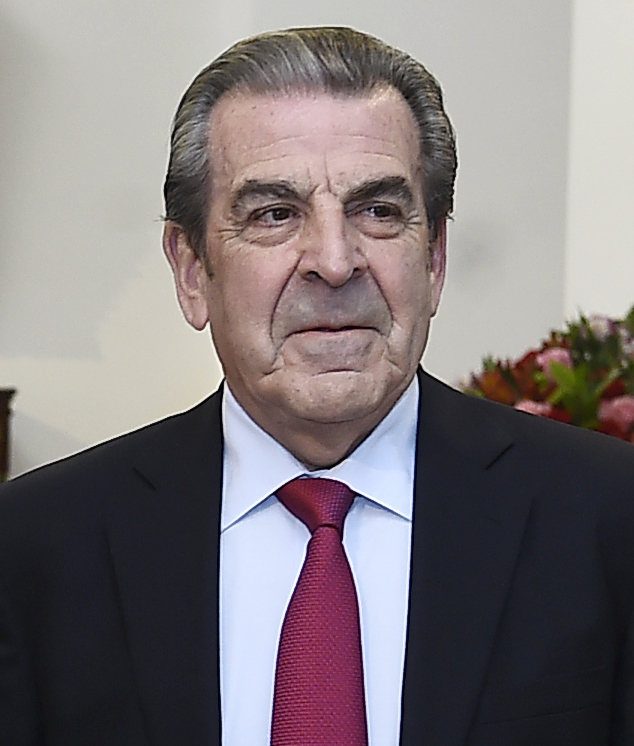
Eduardo Frei Ruiz-Tagle (1994–2000) Idade: 83 anos
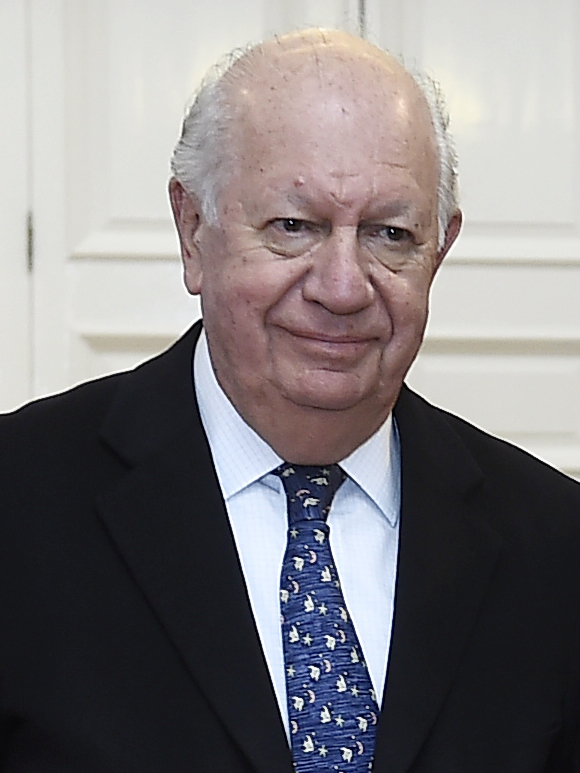
Ricardo Lagos (2000–2006) Idade: 87 anos
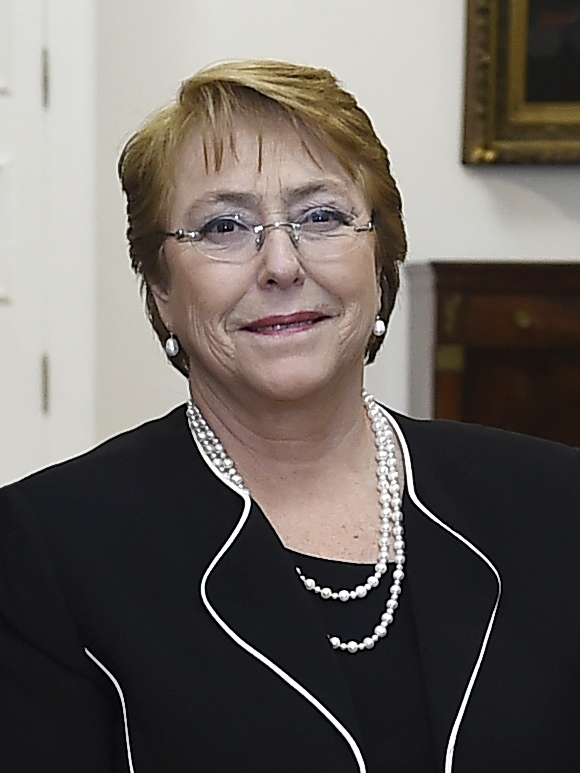
Michelle Bachelet (2006/2010–2014/2018) Idade: 73 anos

O último ex-presidente à falecer foi Sebastián Piñera em 6 de fevereiro de 2024, aos 74 anos.